# 仁礼景頼
仁礼 景頼（にれ かげより、慶長10年（1605年） - 没年不詳）は、江戸時代初期の薩摩国島津氏家臣で薩摩藩士。元の姓は宮原氏。通称を彦次郎、大炊助、受領名を左近将監。
後に仁礼氏の名乗りを廻って対立し、結果として共に仁礼氏を名乗った人物仁礼頼景とは別人（後述）。

## 生涯
三原重貞の嫡男として誕生したが、元和4年（1618年）に宮原景晴の嫡子景衡が嗣子のないまま、琉球より帰国の途中で船が大破し水死したため、その養子となった人物である。
養子となって間も無くの元和6年（1620年）、島津家が犬追物を催す際に同族である別府小吉頼景が仁礼姓を名乗りたい旨を藩主の島津家久に申し出る。これに景頼は、別府は宮原の一姓でしかなくまかり成らぬとして反対した。両氏の先祖は、共に文徳天皇の6代の孫である「一品式部卿仁礼親王」で、その三代の孫が、天徳2年（958年）に薩摩国へ下向したのが始まりであるという。宮原氏は領有した加世田（現・鹿児島県南さつま市）の宮原から、別府氏も領有した加世田の別府からとってそれぞれ姓としていた。小吉は、別府は仁礼の小苗字であるため名乗りたいとしたものである。
これに家久は、蔵人（別府小吉）は別府の仁礼、左近は宮原の仁礼とすると裁定を下したため、両者は以後より共に仁礼の姓を名乗ることとなり、元は別府氏である仁礼頼景と、元は宮原氏である仁礼景頼とが誕生することとなった。
以降、景頼は長島 （現・鹿児島県長島町）や高尾野（現・鹿児島県出水市高尾野）の地頭を歴任、島原の乱にも参加し軍功を上げた。

## 系譜
- 父：三原重貞
- 母：不詳
- 養父：宮原景衡
- 妻：宮原景衡娘